# Plateau (São Tomé i Príncipe)
Plateau és una localitat de São Tomé i Príncipe. Es troba al districte de Mé-Zóchi, al nord-est de l'illa de São Tomé. La seva població és de 152 (2008 est.). Tot i que no es designa Planalto, equivalent portuguès del nom, el poble es troba en un altiplà.

## Evolució de la població
| 2001 | 2008 |
| 133  | 152  |